# Śmierć ułana (obraz Kajetana Stefanowicza)
Śmierć ułana – akwarela autorstwa Kajetana Stefanowicza, odzyskana dla Państwowych Zbiorów Sztuki na Wawelu w 2024 roku.

## Historia i opis
Akwarela autorstwa lwowskiego malarza Kajetana Stefanowicza, przedstawiająca umierającego ułana, przed II wojną światową należała do kolekcji Muzeum na Wawelu. Stanowiła element kolekcji ofiarowanej przez Jerzego Mycielskiego. Obraz zaginął podczas II wojny światowej. W lipcu 2024 roku internauta zauważył akwarelę Stefanowicza na odbywającej się w sieci aukcji. Drogą mailową poinformował o swoim odkryciu krakowskich muzealników, którzy zawiadomili Ministerstwo Kultury i Dziedzictwa Narodowego. Policjanci z Biura Kryminalnego Komendy Głównej Policji, zlecili postępowanie Wydziałowi Kryminalnemu Komendy Wojewódzkiej Policji w Poznaniu. Akwarelę wystawił na aukcji handlarz staroci z Gniezna, który z kolei został poproszony o jej sprzedanie przez mężczyznę z Płocka. Płocczanin wszedł w posiadanie Śmierci ułana, otrzymując ją jako podziękowanie od emerytowanego żołnierza Ludowego Wojska Polskiego. Ostatecznie obraz został zwrócony muzeum 15 lipca 2024 roku.
Na odwrocie zabytku zachowała się naklejka z kwietnia 1917 roku, informująca o jej wypożyczeniu na „Wystawę Legionów Polskich” do Warszawy. Podane zostały dane dotyczące autorstwa oraz adres właściciela, którym był jeszcze w tym czasie Jerzy Mycielski. Rozmiary akwareli: 33 × 25 cm. Zachowany duży napis informuje: Państwowe Zbiory Sztuki na Wawelu 1927. Obraz ma kształt owalny. Artysta przedstawił dwa anioły unoszące ubranego w mundur ułana.